# 小谷部全一郎
小谷部 全一郎（おやべ ぜんいちろう，1868年1月17日—1941年3月12日）是日本一位牧师、教師、阿伊努族研究學者，曾獲得耶魯大學博士學位。他曾主張源义经是成吉思汗以及日猶同祖論，他也是北海道阿伊努虻田学園的創始人，後來獲頒旭日章。